# 下田地区消防組合
下田地区消防組合（しもだちくしょうぼうくみあい、英：Shimoda District Firefighting Association）は、静岡県下田市、賀茂郡河津町、賀茂郡南伊豆町、賀茂郡西伊豆町及び賀茂郡松崎町によって組織された消防組合である。管轄区域は前述の1市4町。

## 概要
- 組合事務所：下田市六丁目1-14
- 消防本部：下田市六丁目1-14
- 管内面積：
- 消防署2か所、分署2か所
- 主力機械（現在）
  - 普通消防ポンプ自動車：
  - 水槽付消防ポンプ自動車：
  - はしご付消防自動車：
  - 化学消防自動車：
  - 救急自動車：
  - 救助工作車：

## 沿革
- 下田地区消防組合
  - 1967年4月1日　常設消防創設により、下田町消防本部・下田町消防署を設置する。
  - 1971年4月1日　市制施行により、下田市消防本部・下田市消防署となる。
  - 1982年4月1日　下田市、河津町、南伊豆町により下田地区消防組合が発足し、組合消防に移行する。下田地区消防組合消防本部・下田消防署となる。
  - 2013年4月1日　消防広域化に伴い、西伊豆広域消防組合と合併。西伊豆町、松崎町が加入。
- 西伊豆広域消防組合
  - 1973年3月8日　賀茂郡松崎町、西伊豆町、賀茂村及び田方郡土肥町の3町1村は共同で消防事務処理をするために、一部事務組合設立許可申請書を静岡県知事に提出する。（同年3月12日、設立が許可される）
  - 1974年3月25日　消防庁舎が落成する。
  - 1974年4月1日　西伊豆広域消防本部・西伊豆消防署・土肥分署を設置し、消防業務を開始する。
  - 1986年10月1日　消防本部に課制を導入し、土肥分署を土肥分所に改称する。
  - 2004年4月1日　土肥町が町村合併により伊豆市となることに伴い、伊豆市が旧土肥町区域に限り組合に加入する。組合構成町村が1市2町1村となる。
  - 2005年4月1日　西伊豆町と賀茂村が合併し西伊豆町となる。また、伊豆市の旧土肥町区域が田方地区消防組合の管轄に移管されることに伴い、伊豆市が組合を脱退したため、組合構成町村が2町となる。土肥分所は前日をもって閉庁し、田方地区消防組合に承継する。消防本部の課制を廃止する。
  - 2013年4月1日　消防広域化に伴い、下田地区消防組合に統合されたため解散。

## 組織
- 組合議会
  - 議員定数：11人（下田市：4人、河津町：2人、南伊豆町：2人、西伊豆町：2人、松崎町：2人）
- 執行機関
  - 管理者（関係市町の長の協議により定める）
  - 副管理者（関係市町の長の協議により定める）
  - 収入役（下田市の収入役の事務を行う者）
  - 監査委員：2人
- 消防本部
- 消防署

## 消防署
| 消防署       | 住所                | 分署                                                       |
| ------------ | ------------------- | ---------------------------------------------------------- |
| 下田消防署   | 下田市六丁目1-14    | 河津：賀茂郡河津町峰338-18 南伊豆：賀茂郡南伊豆町加納595-3 |
| 西伊豆消防署 | 西伊豆町仁科392番地 | なし                                                       |